# Vickers Jockey
El Vickers Type 151 Jockey fue un caza interceptor monoplano experimental de ala baja propulsado por un motor radial. Más tarde fue modificado y se convirtió en el Type 171 Jockey, que tenía un motor más potente y mejoras en detalle. Sólo se construyó un ejemplar; se perdió antes de completar su desarrollo, pero el conocimiento adquirido permitió a Vickers producir el más refinado Venom.

## Diseño y desarrollo

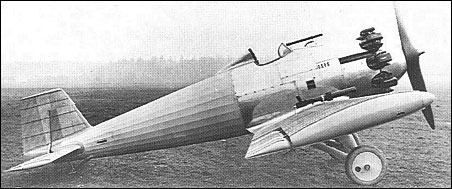
Vickers Type 151 Jockey.

A finales de la década de 1920 se estaba gestando la idea del caza interceptor. Para hacer frente a los bombarderos más rápidos y que volaban más alto, los cazas tenían que ser veloces en altura y rápidos en llegar allí. El Ministerio del Aire estaba interesado en determinar la mejor configuración de aeronave y buscó, bajo la Especificación F.20/27, fabricantes que construyeran biplanos y monoplanos de ala baja y alta. Se pidió a Vickers un prototipo de caza de ala baja y este pasó a llamarse (de manera un tanto extraoficial) "Jockey", o a veces Jockey I. El nombre cubría los Vickers Type 151 y 171; Jockey II fue un nombre temprano del posterior Vickers Venom.
El Type 151 Jockey era un monoplano compacto y más bien angular, de ala baja en voladizo, construido utilizando el método Wibault-Vickers de revestimiento corrugado totalmente metálico utilizado en el Vireo. El revestimiento no sujeto a esfuerzos estaba remachado sobre una estructura en gran parte de duraluminio, con unos pocos tubos de acero formando miembros altamente sujetos a esfuerzos. El ala de cuerda paralela y punta cuadrada utilizaba la sección transversal gruesa y de alta sustentación RAF 34 que Vickers había empleado en el Viastra. El plano de cola era igualmente rectangular y el empenaje estaba recortado. Ninguna superficie de control, excepto el timón, estaba compensada. La cabina abierta del piloto estaba en la parte más alta del fuselaje, a mitad de la cuerda. El motor radial Bristol Mercury IIA de nueve cilindros y 360 kW (480 hp) se montó inicialmente sin capota. El tren de aterrizaje de un solo eje tenía patas unidas a los largueros delantero y trasero del ala.
El Jockey fue llevado a la RAF Martlesham Heath para realizar su primer vuelo en abril de 1930 y pruebas posteriores. Al principio se pensó que una vibración del fuselaje trasero era aerodinámica, pero resultó ser estructural; se solucionó después de que Barnes Wallis rediseñara el arriostramiento interno. Se modificó el timón, se le quitó el compensador y se instaló una aleta de compensación. Se añadieron carenados al tren de aterrizaje y un anillo Townend rodeaba al motor. El mismo avión pasó a llamarse Type 171 Jockey cuando el Mercury fue reemplazado por un Bristol Jupiter VIIF sobrealimentado de 400 kW (530 hp). La intención de propulsar el Jockey con un Mercury IVS2 sobrealimentado nunca se concretó, después de que el único aparato se perdiera en una barrena plana el 5 de julio de 1932, estrellándose en Woodbridge, Suffolk, lanzándose el piloto en paracaídas a 1500 m (5000 pies). Los resultados de las pruebas habían sido lo suficientemente buenos como para animar a Vickers a perfeccionar su diseño y convertirlo en el Vickers Venom.

## Variantes
Type 151 Jockey
Prototipo de caza monoplaza, sólo uno construido (J9122).
Type 171 Jockey
Type 151 modificado con fuselaje trasero revisado y propulsado por un motor Jupiter VIIF encerrado bajo un anillo Townsend.
Type 196 Jockey III
Caza monoplaza, mismo motor que el Type 171. Iniciado pero no completado. Matrícula G-AAWG reservada por Vickers el 5 de abril de 1933.

## Operadores
Reino Unido
- Real Fuerza Aérea

## Especificaciones (Type 171)
Referencia datos: Andrews

### Características generales
- Tripulación: Uno (piloto)
- Longitud: 7 m (23 ft)
- Envergadura: 7,2 m (23,5 ft)
- Altura: 2,5 m (8,2 ft)
- Superficie alar: 14 m² (150,7 ft²)
- Perfil alar: RAF 34[7]
- Peso vacío: 1025 kg (2259,1 lb)
- Peso cargado: 1434 kg (3160,5 lb)
- Planta motriz: 1× motor radial de 9 cilindros refrigerado por aire Bristol Jupiter VIIF.
  - Potencia: 400 kW (551 HP; 544 CV)
- Hélices: Bipala de madera de paso fijo
- Alargamiento: 6,22:1[7]

### Rendimiento
- Velocidad máxima operativa (Vno): 351 km/h (218 MPH; 190 kt) a 3000 m (10 000 pies)
- Techo de vuelo: 9400 m (30 840 ft) (techo absoluto)
- Régimen de ascenso: 9,4 m/s (1850 ft/min) (inicial)
- Tiempo a altitud: 4,8 min para 3000 m (10 000 pies)

### Armamento
- Ametralladoras: 

  - 2x Vickers de 7,7 mm frontal fija

## Aeronaves relacionadas

### Secuencias de designación
- Secuencia Numérica (interna de Vickers): ← 148 - 149 - 150 - 151 - 153 - 155 - 157 -- 168 - 169 - 170 - 171 - 172 - 173 - 177 -- 193 - 194 - 195 - 196 - 198 - 199 - 203 →